# Nathalie Bernard
Pour les articles homonymes, voir Bernard.
Nathalie Bernard, née le 19 juin 1970 à Bègles, est une femme française auteur de romans policiers et de littérature jeunesse.

## Biographie
Alors qu'elle suit des études d'histoire de l'art à l'Université Bordeaux-Montaigne, elle se met à écrire un premier roman de vampires, Né d'entre les morts publié en 1998 aux éditions Denoël.
Les deux romans qui suivront sont des romans policiers. Le Jugement dernier, paru en 2001 aux éditions du Masque, est un thriller historique mettant en scène le peintre Jérôme Bosch. Le suivant, Le Signe de la Nixe, a pour cadre Bordeaux et le Cap Ferret.
Dans d'autres genres, elle publie en 2004 Veux-tu de moi ?, recueil de nouvelles érotiques inspirées d’œuvres d’art célèbres et illustrées par le peintre Thibaud Franck. En 2006, La vie de Gaspard, (comme un long métrage), est une comédie portant sur des trentenaires et quadragénaires bordelais.
En 2009, elle se tourne vers la littérature jeunesse et écrit la série en 5 tomes Silence, dont l'héroïne porte ce prénom. 
D'autres séries suivront, Alliance Khépri, Louise, De Poil et de Fer.
À partir de 2017, les romans publiés s'adressent à la tranche « ado » des plus de treize ans, et explorent la culture des Amérindiens du Québec et les discriminations dont ils sont victimes, comme dans Sept jours pour survivre, Sauvages.
Avec Le Dernier sur la plaine, inspiré par la vie du dernier chef comanche Quanah Parker,, elle obtient en 2019 la Pépite fiction ado du salon du livre et de la presse jeunesse de Montreuil et le Prix 12/14 de la Foire du livre de Brive (2020-2021).
Keep Hope, écrit avec le scénariste Frédéric Portalet, reçoit quant à lui le prix des Incorruptibles 2021 catégorie 3e-lycée.
D.O.G., paru en 2020  et dans lequel on retrouve l'héroïne de Sept jours pour survivre et Keep Hope, reçoit également  le prix des Incorruptibles 2022  dans la catégorie 3e-lycée.

## Lectures musicales et dessinées
Le Dernier sur la Plaine fait l'objet d'un concert dessiné par Tom Haugomat et mis en musique par Hectory .

## Œuvre
- Né d'entre les morts, éditions Denoël, 1998
- Le Jugement dernier, éditions du Masque, 2001
- Le Signe de la Nixe, éditions du Bastberg, 2003
- Veux-tu de moi ?, La Part des Anges, 2004
- La vie de Gaspard (comme un long métrage), Pleine Page, 2006
- Silence (5 tomes), Lilly Jeunesse, 2008-2015
- Alliance Khépri (3 tomes), Milathéa, 2013-2016
- Louise (2 tomes), Lilly Jeunesse 2014
- De Poil et de Fer (3 tomes), Lilly Jeunesse, 2016
- Un oisetier, Lilly Jeunesse 2014 (album/sélection des Maternelles France 5)
- Sept jours pour survivre, Thierry Magnier, 2017
- Sauvages, Thierry Magnier, 2018
- Le dernier sur la plaine, Thierry Magnier, 2019[12],[4],[5],[6]
- Keep Hope, Thierry Magnier, 2019[8]
- D.O.G., Thierry Magnier, 2020[9],[10]
- Ma supernova - Lilly Jeunesse, juin 2021
- Les nuées Livre 1 - Érémos, Thierry Magnier, août 2021
- Les coquelicots de Claude Monet, collection Petite Poche, Thierry Magnier, février 2022
- Les nuées Livre 2 - Néro, Thierry Magnier, août 2022
- La gardienne de la forêt, Thierry Magnier, 2023[13]
- Ash et Rose, Thierry Magnier, mai 2024
- La lettre de Sasha, collection Petite Poche, Thierry Magnier, février 2025

## Prix
- Pépite fiction ado 2019 du salon du livre et de la presse jeunesse de Montreuil pour Le dernier sur la plaine[5]
- Prix 12/14 de la Foire du livre de Brive (2020-2021) pour Le dernier sur la plaine[6]
- Prix A-Fictionados 2019 pour  Sauvages[14]
- Prix des Incorruptibles 2021 catégorie 3e-lycée pour Keep Hope[7]
- Prix des Incorruptibles 2022  dans la catégorie 3e-lycée[10] pour D.O.G[1]